# Fidelity, Illinois
Fidelity là một làng thuộc quận Jersey, tiểu bang Illinois, Hoa Kỳ. Năm 2010, dân số của làng này là 114 người.

## Dân số
Dân số qua các năm:
- Năm 2000: 105 người.
- Năm 2010: 114 người.